# Sean St Ledger
Sean Patrick St Ledger-Hall (Solihull, 28. prosinca 1984.) bivši je irski nogometaš i i reprezentativac. Igrao je na poziciji obrambenog igrača.

## Životopis

### Klupska karijera
Peterborough United 
Profesionalnu karijeru je započeo u Peterborough Unitedu, kad se 2002. pridružio prvoj momčadi. Igrao je uglavnom središnjeg braniča, a povremeno i u veznom redu. U siječnju 2004. je otišao na posudbu u Stevenage Borough.
Preston North End
St Ledger je u srpnju 2006. potpisao trogodišnji ugovor s Preston North Endom za naknadu od 250.000 funti.
Debitirao je 5. kolovoza 2006. u utakmici protiv Sheffield Wednesdaya, koja je završila rezultatom 0:0. Dana 9. travnja 2007., St Ledger je postigao prvi gol za Preston u porazu od 3-2 protiv Southend Uniteda. U svojoj prvoj sezoni u dresu Prestona, St Ledger je upisao 42 nastupa, postigavši jedan gol, dok Preston, koji je bio na vrhu lige u sredini sezone, nije uspio zadržati doigravanje u svibnju.
St Ledger je sezonu 2007/08 započeo kao prvi središnji branič uz Youla Mawénéa. Drugi pogodak za Preston je postigao 9. veljače 2008. u pobjedi od 1:0 protiv Coventry Citya. Tjedan kasnije, St Ledger je dobio prvi crveni karton otkad igra za Preston u porazu od 2:1 kod Colchester Uniteda. Odigrao je 37 utakmica u sezoni, a njegov klub se udaljio od ispadanja iz lige zahvaljujući dobrim rezultatima pod vodstvom trenera Alana Irvinea. Zbog impresivne sezone imenovan je klupskim igračem godine.
Middlesbeough (posudba)
U rujnu 2009. St Ledger se pridružio Middlesbroughu na tromjesečnu posudbu s ciljem da se trajno preseli na sjeveroistok Engleske na zimskom prijelaznom roku.
Za Boro je debitirao 19. rujna 2009.  protiv West Bromwich Albiona, gdje je Middlesbrough izgubio 5-0. Utakmicu poslije debija postigao je prvi pogodak za Middlesbrough protiv Coventry Citya krajem rujna. Nakon što je trener postao Gordon Strachan, St Ledger više nije bio dio Škotovih planova. Transfer se nije dogodio, te se St Ledger vratio u Preston North End.

### Reprezentativna karijera
Iako rođen i odrastao u Engleskoj, St Ledger je nastupao za Irsku nogometnu reprezentaciju. Nakon što ga je pozvao novopečeni izbornik Giovanni Trapattoni, debitirao je u prijateljskoj utakmici protiv Nigerije u Craven Cottageu 29. svibnja 2009. Prvi gol za nacionalnu vrstu zabio je u 2:2 remiju protiv Italije u Dublinu u kvalifikacijama za Svjetsko prvenstvo 2010. U istim kvalifikacijama igrao je utakmicu protiv Francuske koja je na kontroverzan način pobjedila i otišla na Svjetsko prvenstvo u Južnoj Africi.
Irska je bila uspješnija u idućim kvalifikacijama i plasirala se na Euro 2012. U prvoj utakmici prvenstva u skupini C protiv Hrvatske St Ledger je postigao pogodak te postao prvi Irski reprezentativac nakon 24 godine koji je zabio na Europskom prvenstvu.

## Vanjske poveznice

### Sestrinski projekti
|  | Zajednički poslužitelj ima još gradiva o temi Sean St Ledger |

### Mrežna mjesta
- Sean St Ledger na Transfermarktu